# 麥西亞自行車
麥西亞自行車（英語：Mercian Cycles），英國訂製自行車製造商，總部設於德比，由Tom Crowther及Lou Barker於1946年創立，其名稱源自中世紀的麥西亞王國。早期製作的車架稱為「撬棍」（crowbars），為兩個始創人的姓氏Crowther和Barker的雙關語。
2020年，保羅史密斯與麥西亞自行車合作，推出雙人自行車，售價2萬英鎊一輛。